# Sira (řeka)
Sira je řeka v kraji Agder v Norsku.

## Průběh toku
Protéká skrze ledovcové jezero Sirdalsvatnet a Lundevatnet. Nachází se na ní sídla Sira a Tonstad. Ústí do Severního moře ve fjordu Åna. 